# Camptomastix baracoalis
Camptomastix baracoalis là một loài bướm đêm trong họ Crambidae.